# Batalla de Ruspina
La batalla de Ruspina fue un combate que enfrentó al líder popular Cayo Julio César con uno de los líderes optimates, Tito Labieno, antiguo lugarteniente del primero durante la guerra de las Galias, en la localidad de Ruspina situada en la actual Tunicia.

## Antecedentes
La batalla precedente a la batalla de Tapso concluyó con una retirada de César frente a Labieno, para muchos es una victoria de Labieno tremendamente cargada de significado ya que muchos la consideran la gran derrota de César, ya que la batalla de Dirraquio el ejército de César se puso en fuga de una manera tan rápida y ordenada que Pompeyo no pudo infligir muchas bajas al general. No obstante, aunque sufrió más bajas que en Dirraquio y en Gergovia, esta última sí que fue su gran derrota, en cambio, en Ruspina, César logró quedar en posesión del campo de batalla, pese a no llevar la iniciativa. Por supuesto, las bajas y dificultades de los populares se debieron más a la ventaja numérica y táctica que a la superior habilidad militar de Labieno con respecto a César, el cual, aunque acostumbrado a hacer maravillas con ejércitos tremendamente inferiores en número a los de sus rivales, no pudo vencer (aunque si llevar a un empate técnico) a las tropas de Labieno, que estaban además auxiliadas por la móvil caballería númida del aliado de Pompeyo, Juba I de Numidia. Labieno rodeó a las fuerzas de César, y sus hombres comenzaron a arrojarles proyectiles, pero César consiguió mantener la formación y logró recorrer los cinco kilómetros que le separaban de su campamento en Ruspina.
A pesar de esta "victoria pírrica" de Labieno y las "grandes" bajas infringidas a César, este derrotó poco después a los optimates en la batalla de Tapso, tras la que murieron Marco Porcio Catón el Joven (que se suicidó en Útica eternizando su oposición a César) y Quinto Cecilio Metelo Escipión (que murió en su huida hacia Hispania). El resto de los republicanos encabezados por Labieno y los hijos de Pompeyo Magno (Cneo Pompeyo el Joven y Sexto Pompeyo) huirían a Hispania donde serán finalmente derrotados en la batalla de Munda. Evidentemente, si las fuerzas habrían sido parejas y, sobre todo, Labieno hubiese logrado superioridad estratégica, se hablaría de victoria, pero para los soldados Césarianos fue un éxito el retirarse en orden (si no habrían sido aniquilados totalmente): en realidad en esas circunstancias (Según Lucio Campfora) una tormenta privó a César de mantener sus tropas unidas. Tras la batalla, César se reunió con dos legiones y, sobre todo, por encima de todo, con 1200 arqueros y un número desconocido, pero seguramente elevado, de honderos y auxiliares, quienes habían sido dispersados, debilitando a César.

## La batalla
Tras Farsalia, una buena cantidad de tropas pompeyanas y de señaladas figuras de la facción, como Catón el Joven, Quinto Cecilio Metelo Pío Escipión Nasica Corneliano y el antiguo legado principal de César en las Galias, Tito Labieno, se replegaron a la África, para reorganizarse y plantar cara de nuevo al dictador.
En 46 a. C. las legiones cesarianas estaban hartas de años de guerra civil e impagos. Se amotinaron, y César las lanzó una proclama anunciando su licenciamiento, pero dejando bien claro que no tendrían botín. Con ello logró que los amotinados volvieran a la obediencia. Inmediatamente llevó este ejército a Sicilia: 6 legiones (20 000 legionarios, con sus auxiliares, incluidos varios miles de arqueros y honderos, 2 de ellas veteranas y 2600 jinetes, un total de unos 26 000 hombres). Desconfiando de su tropa, pensó que con un desembarco inmediato asustaría a los senatoriales y obtendría otra victoria relámpago. Cruzó a África con un mínimo contingente, y sentó sus reales en la ciudad de Ruspina, cerca de la actual Monastir, 165 km al SE de la actual Túnez, mientras iba llegando el resto de su ejército. Habiendo sido dispersado por una tormenta y, ocultando César la base, tuvo dificultades para reunir sus tropas. Por fortuna para él, las fuerzas optimates no llegaron a combatirlo cuando solo tenía unas fuerzas mínimas: 8000 soldados. Tras una serie de peripecias, necesitando alimento para sus 13 500 hombres, salió en busca de trigo con una fuerza de 30 cohortes armadas «a la ligera», es decir, unos 10 000 hombres más o menos y dos mil jinetes. La mayoría de tropas lanzaproyectiles había sido dispersado, aun así tendría varios centenares.

### Primera fase
Súbitamente, a unos cinco kilómetros del campamento, los exploradores de César (situados en puntos elegidos) le avisaron de que se aproximaba una gran fuerza de infantería hacia ellos: eran las tropas pompeyanas al mando de Labieno, 30 000 jinetes e infantes númidas. Consciente de su inferioridad, César ordenó a su exigua caballería y a los pocos arqueros que tenía que salieran del campamento y le siguieran a corta distancia, para apoyar a su infantería, un segundo contingente de caballería quedó en el campamento, por ahora.
Mientras César estaba formando a sus hombres, que dada la exigüidad de esta fuerza «expedicionaria», iban formados en simplex acies con la caballería en alas, Labieno desplegó sus fuerzas, que resultaron estar constituidas en gran parte por caballería y no por infantería, así mezclando a las tropas, engañó a los exploradores de César, que le informaron mal. En efecto, fue una hábil celada tendida por el gran comandante pompeyano, que había juntado al máximo sus líneas, intercalando una numerosa tropa de infantería ligera númida entre los jinetes para dar ese efecto desde la distancia.

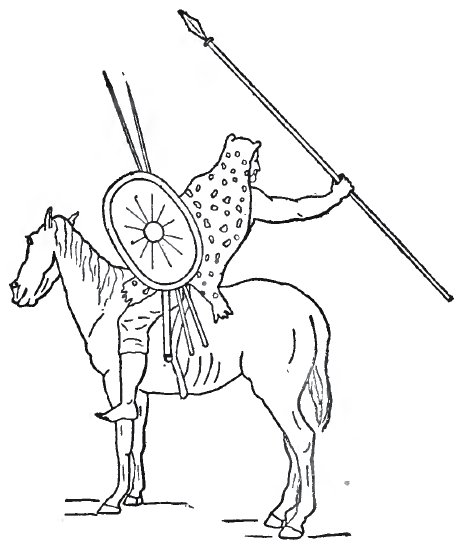
Jinete númida.

Mientras los pompeyanos avanzaron en una línea simple de extrema longitud, César había desplegado sus tropas así con el objetivo de no verse flanqueado por las de su enemigo. Pero esto fue precisamente lo que ocurrió: mientras las pocas tropas de caballería luchaban en vano para no ser superadas, el centro de la formación de César se vio golpeado por la masa de la caballería pompeyana y la infantería ligera númida, que atacaban y se retiraban sucesivamente. La infantería cesariana respondió como pudo, pero empezó a disgregarse, haciendo conatos de perseguir al enemigo (por desesperación) o desorganizarse. Esta situación no duro mucho, pues César, el general popular, viendo la situación tomó rápidas decisiones (que el mismo Napoleón comentó: Ver guerra de África comentada por Napoleón Bonaparte).

### Segunda fase
Al ver la situación, César trató de reorganizar sus fuerzas, ordenando que ningún soldado se alejara más de cuatro pasos de su unidad. Pero la superioridad numérica del enemigo, la escasez de la caballería cesariana, la inexperiencia de buena parte de sus soldados, más los heridos y los caballos perdidos, hicieron que la formación de César empezara a colapsarse. En ese momento, César ordenó a sus tropas que adoptaran una formación defensiva, denominada orbis (literalmente: orbe), básicamente una formación en círculo que tenía como misión la de no ofrecer el flanco al enemigo. (Era el movimiento previo con el que partiría en dos al enemigo).
Pero se encontró rodeado por todos lados por las tropas, mucho más numerosas y móviles, de Labieno —en un lejano eco de la desastrosa batalla de Cannas—, y algunos de sus más recientes reclutas comenzaron a fallar; ante ello César tomó una decisión alabada por Napoleón: ordenó extender la línea de batalla en orden cerrado tan lejos como fuera posible. Esta maniobra fue siempre altamente desaconsejada por los tácticos romanos porque llevaba excesivo tiempo llevarla a cabo; sin embargo, esta vez las fuerzas de César, muy veteranas, lo hicieron rápidamente y una vez que se hallaron desplegadas en una sola línea, César dio otra orden: que cada cohorte par diera un paso atrás y se enfrentaran de cara a su enemigo, con lo que consiguió transformar la simplex acies en una duplex acies (doble línea).
En ese momento, la caballería cesariana situada en reserva (ya sea por propia iniciativa o llamada por César), y, probablemente (no se menciona pero era habitual en César) con infantes ligeros entre los caballos, apareció para romper definitivamente el círculo, forzando a los pompeyanos a formar dos líneas de batalla separadas por las tropas cesarianas. Entonces, los sorprendidos pompeyanos se vieron sometidos a una lluvia de pila por parte ambos lados de la formación contraria, lo que provocó que vacilaran y se echaran atrás una distancia, no lo suficientemente grande como para disgregarse, pero sí lo suficiente como para que César emprendiera la vuelta al campamento en orden de batalla. El alcance de las jabalinas era de unos 80 metros, el pilum ligero 30, por lo tanto hubo contacto en diversos puntos. También hubo algunas cargas de Labieno sin éxito.

### Tercera fase
Mientras volvían a su base, los pompeyanos se vieron reforzados por la inesperada llegada de una fuerza de 1600 jinetes y un gran número de infantes, al mando de Marco Petreyo y Gneo Pisón, que hizo que atacaran de nuevo con renovadas fuerzas, rodeando otra vez a los cesarianos por un semicírculo, pero ahora desde más lejos a fines de que César no volviera a repetir la maniobra, y lanzando sobre sus tropas una lluvia de armas arrojadizas, los que aún tenían jabalinas. Al ver la resistencia cesariana atacaron esporádicamente en algunos puntos: el mismo Labieno y su lugarteniente fueron heridos. Las tropas de César se pararon y, ante la avalancha, quizá formaron la "testudo" o tortuga, una formación en la que los legionarios se cubrían con los escudos.
A medida que las tropas pompeyanas se iban quedando sin jabalinas y que su energía combativa disminuía frente a la cerrada formación de César, este se dio cuenta de que llegaba el momento de romperla y atacar súbitamente, por lo que cursó órdenes de que a una señal suya, se levantara el muro de escudos para dejar pasar a unas cohortes selectas, que adoptando la formación en cuña golpearon a las tropas pompeyanas. En el relato de la Guerra de África no queda claro si este ataque se produjo en varios puntos determinados o fue un ataque masivo sobre un solo punto, pero lo cierto es que tuvo el efecto deseado y las tropas pompeyanas se abrieron y retiraron, dejando expedito el paso a los cesarianos, que se retiraron ellos también en formación hacia su campamento, donde se fortificaron. La caballería de Labieno se retiró rápidamente, en cuanto a la infantería pudo sufrir bajas importantes.

## Consecuencias
César, pese a perder —se supone, pero en realidad se desconoce—, más hombres y estar entre la espada y la pared, logró mediante una serie de acertadas decisiones tácticas y variadas formaciones de batalla, evitar lo que podría haber sido una masacre, llevando a cabo una retirada organizada en la que conservó el mayor número posible de efectivos. Todo el plan de César consistiría en reunir a todas sus tropas bajo su mando. Tras Ruspina conseguiría reunir a 25 000 soldados, pese a realizar una retirada estratégica, y poco a poco mejoraría su posición hasta reunir tropas importantes (unos 45 000) y vencer en  la batalla de Tapso.